# Jack Johnson (bokser)
 For alternative betydninger, se Jack Johnson. (Se også artikler, som begynder med Jack Johnson)
Arthur John (Jack) Johnson (31. marts 1878 – 10. juni 1946) var den første sorte og den første texaner, som vandt verdensmesterskabet i sværvægtsboksning.
Johnson vandt allerede 26. december 1908 verdensmesterskabet i sværvægtsboksning i en kamp mod canadieren Tommy Burns i Sydney, Australien. Det var i 1908 særdeles kontroversielt, at en sort mand var indehaver af den verdensmesterskabet i sværvægt, og Johnson var af den årsag særdeles upopulær. At Johnson samtidig ikke lagde skjul på sin glæde ved hvide kvinder og flamboyant livsstil gjorde ikke modstanden mod Johnson mindre. 
Johnson var imidlertid en for datiden særdeles talentfuld bokser, og det viste sig vanskeligt for de hvide boksere at vinde titlen tilbage til "den hvide mand". Frustationerne var så voldsomme, at den tidligere verdensmester i sværvægt James J. Jeffries, der havde trukket sig ubesejret tilbage lod sig overtale til at gøre comeback mod Johnson i en VM-kamp. Forhåbningerne til Jeffries var store, men Johnson vandt til manges overraskelse en klar sejr i kampen, hvor han stoppede Jeffries i 15. omgang. 
Johnson tabte verdensmesterskabet den 5. april 1915 i en kontroversiel kamp til Jess Willard ved en kamp i Havanna, Cuba. Der gik herefter 22 år før en sort bokser igen fik muligheden for at bokser om VM i sværvægt. 
Johnson døde i et trafikuheld.[kilde mangler]